# 배기현
배기현(裵基賢, 1953년 2월 1일 - )은 천주교 마산교구 제5대 교구장 주교이다. 세례명은 콘스탄티노이다. 1985년 사제 서품을 받았으며, 부산가톨릭대학교 교수, 마산교구 총대리 겸 사무처장 등을 지내다가 2016년 4월 19일 천주교 마산교구장에 임명돼, 6월 8일 주교 서품을 받았다.

## 약력
배기현은 1953년 2월 1일 영문학자(셰익스피어 전공)였던 아버지 배덕환(요셉)과 산부인과 의사였던 어머니 전풍자(모니카) 사이에서 2남 2녀 중 막내로 태어났다. 유복한 가정에서 부족할 것 없이 자랐고, 자유분방한 분위기에서 생활했다. 자유는 방종으로까지 이어졌고, 고등학교 시절 정학을 네 번이나 받을 만큼 말썽도 많이 피웠다. 흔히 말하는 ‘문제아’였다. 하지만 자식에 대한 깊은 사랑이 남달랐던 어머니 전씨는 그런 그를 묵묵히 기다려 주었다. 원래 개신교 신자였던 어머니는 단 한 번도 자식들에게 개신교 신앙을 강요하지 않았다. 그러면서도 자식들이 우연히 가 본 천주교 성당을 좋다고 하니 같은 하느님이라며 다니도록 허락했다. 형제들이 세례 받을 때 배기현은 고등학교 1학년이었지만 막내라는 이유로 교리도 배우지 않고 엉겁결에 세례를 받았다.
배기현의 부모는 큰 부를 쌓을 수도 있었지만 마지막까지 재산 한 푼 없었다. 늘 수입의 절반은 어려운 이웃을 위해 내어 놓았고, 급기야 1976년에는 잘 되던 병원을 그만두고 소록도로 이사해, 한센인들을 돌보는 일에 헌신했다. 그런 어머니의 모습을 보면서 배기현은 새로운 삶을 결심하게 됐다. 막연히 사제가 되겠다고 생각한 그는 우여곡절 끝에 신학교에 입학했지만 도무지 어울리지 않는 삶을 살았던지라, 신학교 생활에 적응하기 어려웠다. 아침마다 일어나기는커녕 기도와 미사도 빠지기 일쑤였다. 결국 1학년 2학기 신학교에서 쫓겨날 위기에 처했지만, 당시 3선 개헌 사건으로 귀가 조치가 취해진 덕분에 무사히 2학년에 올라가게 됐다. 배기현은 남들과 같아지려면 엄청난 고생을 겪어봐야 겨우 중간은 되겠단 생각으로 군대에 지원해 공수부대로 가게 됐다. 낙하 중 사고로 허리와 무릎을 크게 다쳐 지금까지 크고 작은 수술만 11차례나 받았다.
전역 후 그는 달라졌다. 1985년 마침내 사제품을 받았는데, 그의 어머니는 “죄 많은 집안에서 신부가 나왔다”며 눈물을 흘렸다고 한다. 1989년 유학을 떠나 1996년까지 오스트리아 인스브루크 대학, 독일 뮌헨대학교에서 철학을 공부했다. 귀국 후 부산가톨릭대학 교수를 지내고, 교포 사목(미국 덴버), 사천ㆍ덕산 본당 주임, 교포사목(미국 LA)을 거쳐 2015년 1월부터 마산교구 총대리 겸 사무처장을 맡았다.
천주교 마산교구장 안명옥 주교의 사임 청원을 받아들인 교황 프란치스코는 후임 새 주교로 배기현을 2016년 4월 19일부로 임명했다. 배기현의 주교 서품식 및 착좌식은 그 해 6월 8일 오후 2시 장익 주교 주례로 창원 마산체육관에서 거행됐다.

## 문장
배기현 주교의 문장 상단의 주교 지팡이는 전통적으로 주교직을 상징하며, 방패는 신앙의 수호자를 의미한다. 방패 윗부분 가시관은 수난의 고통을 견딘 그리스도의 사랑을 나타내며, 왼쪽의 십자가는 우리 구원을 이루신 그리스도의 십자가상 승리를 표상한다. 또 방패 오른쪽의 물결 문양은 바닷가에 면한 마산교구를 상징하며 물결 위의 별은 바다의 별인 성모 마리아에게 교구를 지켜주도록 전구를 청하는 의미를 담고 있다. 배 주교의 사목표어는 ‘사랑은 모든 것을 견디어 냅니다’(Caritas omnia sustinet, 1코린 13,7)이다.